# 吉田正志
吉田 正志（よしだ まさし、1980年 - ）は日本の競走馬生産者。追分ファームマネージャー。G1レーシング代表取締役社長。地方競馬全国協会の馬主でもある。

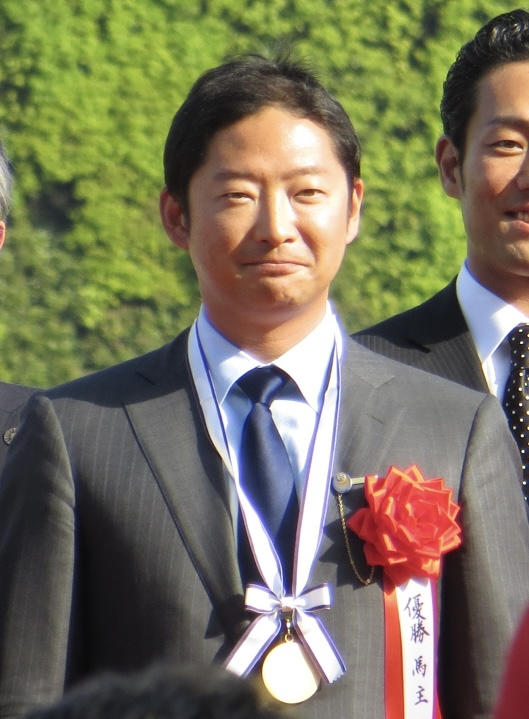
第149回天皇賞（春）表彰式（2014年5月4日）

父は吉田晴哉、母は吉田安恵、父方の祖父は吉田善哉、同祖母は吉田和子、同伯父に吉田照哉と吉田勝己、同義伯母に吉田千津、吉田和美、同いとこに吉田哲哉、吉田俊介らがいる。

## 来歴
馬産地北海道ではなく東京都で生まれ育った。慶應義塾大学商学部卒業後に社台グループ入りし、白老ファームで勤務した。その後イギリスへ渡りケンブリッジに留学し、さらにアメリカ合衆国で生産を学び帰国した。帰国後の2006年より追分ファームで勤務している。
肩書き
- 追分ファームマネージャー

- 株式会社G1レーシング 代表取締役社長
- 株式会社G1サラブレッドクラブ 取締役
- オーエフホールディングス株式会社 代表取締役社長
- 株式会社ウインドヒル 代表取締役社長
- 有限会社社台コーポレーション 取締役
- 株式会社サラブレッド・ブリーダーズ・クラブ    取締役
- 一般社団法人新潟馬主協会 監事
- 一般社団法人日本競走馬協会　監事
- 一般社団法人ジャパンブリーダーズカップ協会協会　理事
- 胆振軽種馬農業協同組合 理事

## 主な所有馬
- ナターレ（2011年クラウンカップ、戸塚記念、2012年OROカップ、2013年しらさぎ賞、OROカップ）
- クライリング（2013年ローレル賞）
- ジャルディーノ（2016年金盃）
- ヴィクトリーマーチ（2010年エルフィンステークス2着）